# Judith Kennel
Judith Kennel (* 1958 in Root LU) ist eine Schweizer Regisseurin und Drehbuchautorin.

## Leben und Wirken
Kennel besuchte Gymnasium und Internat.
Von 1984 bis 1989 war sie als Regieassistentin und dramaturgische Mitarbeiterin am Stadttheater Bern tätig. Im Anschluss assistierte sie unter anderem Markus Imhoof, Thomas Koerfer, Hans W. Geißendörfer, Christof Vorster und Marcel Gisler. Bei Krzysztof Kieślowski absolvierte sie ein Drehbuchseminar, begann dann eigene Projekte zu realisieren und gründete 1999 in Zürich die Colibri Film GmbH. Seit 2001 hält sie auch Schauspielseminare, unter anderem an der Hochschule der Künste Bern.
Kennel lebt in Zürich.

## Filmografie (Auswahl)
- 2000: Zornige Küsse (auch Drehbuchmitarbeit)
- 2003: Liebe und Verlangen
- 2005: Einsatz in Hamburg – Superzahl: Mord
- 2005: Steinschlag (auch Drehbuchmitarbeit)
- seit 2006: Unter anderen Umständen (Fernsehserie)
  - 2006: Unter anderen Umständen
  - 2007: Bis dass der Tod euch scheidet
  - 2008: Böse Mädchen
  - 2009: Auf Liebe und Tod
  - 2010: Tod im Kloster
  - 2011: Mord im Watt
  - 2012: Spiel mit dem Feuer
  - 2013: Der Mörder unter uns
  - 2014: Falsche Liebe
  - 2015: Das verschwundene Kind
  - 2016: Das Versprechen
  - 2016: Tod eines Stalkers
  - 2017: Liebesrausch
  - 2018: Das Geheimnis der Schwestern
  - 2019: Im finsteren Tal
  - 2020: Über den Tod hinaus
  - 2020: Lügen und Geheimnisse
  - 2021: Für immer und ewig
  - 2022: Mutterseelenallein
  - 2023: Dämonen
  - 2023: Mütter und Söhne
- 2007: Briefe und andere Geheimnisse
- 2008: Die Lüge
- 2010: Tatort – Schön ist anders
- 2012: Letzte Spur Berlin – Verantwortung
- 2012: Letzte Spur Berlin – Reifeprüfung
- 2013: Wer liebt, lässt los
- 2015: Blauwasserleben
- 2016: Marie Brand und die Spur der Angst
- 2018: Solo für Weiss – Es ist nicht vorbei
- 2018: Marie Brand und das Verhängnis der Liebe
- 2022: Marie Brand und der überwundene Tod
- 2024: Nord bei Nordwest – Die letzte Fähre

## Auszeichnungen
Kennel erhielt für ihr Regiedebüt Zornige Küsse eine Eidgenössische Studienprämie sowie den Young European Jury Award beim Mons International Festival of Love Films 2001. Die Krimiserie Letzte Spur Berlin, für die sie die ersten beiden Folgen drehte, wurde 2013 für den Grimme-Preis nominiert.